# Furla

Logo

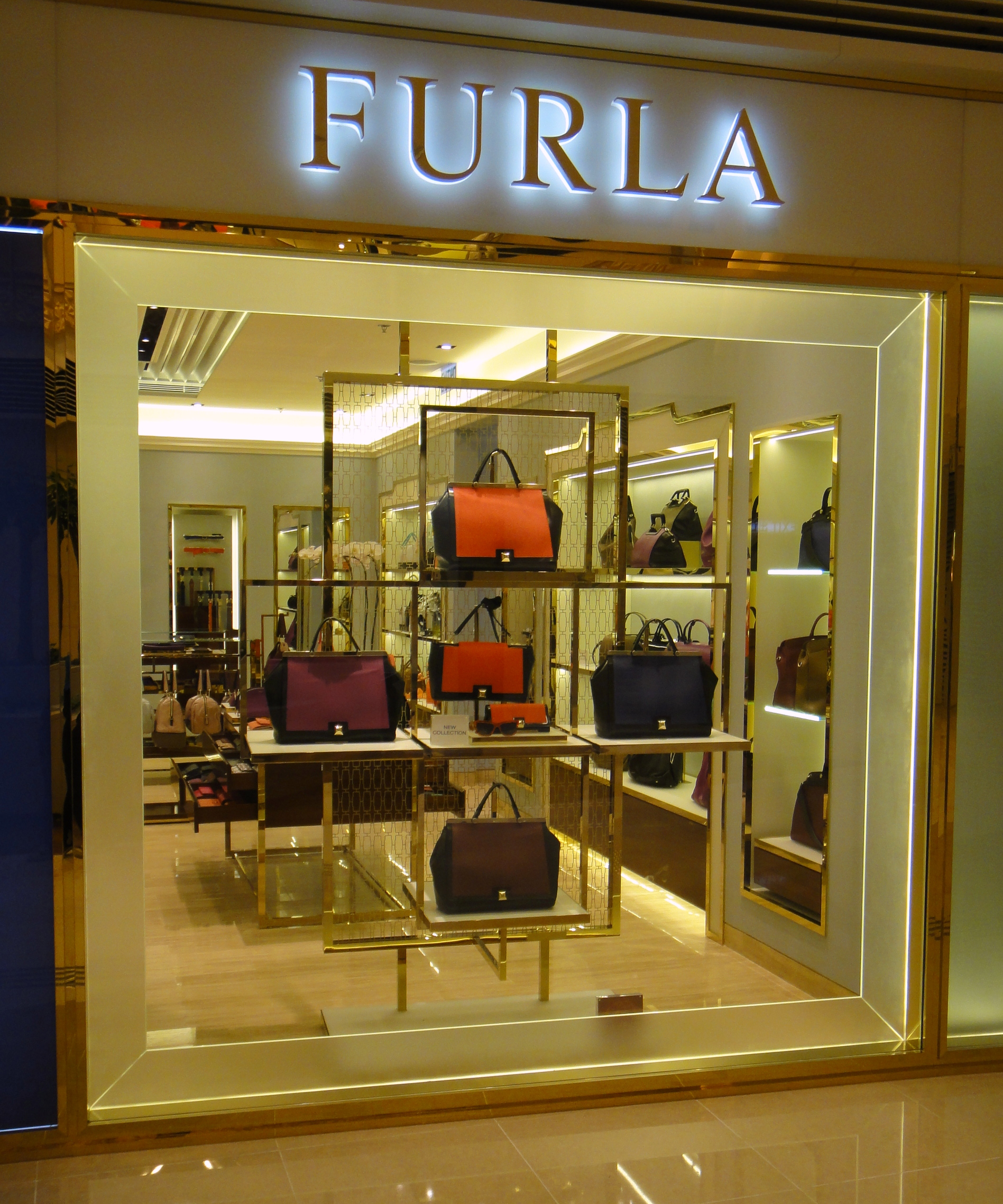
Furla-Boutique in Hongkong

Furla ist ein italienisches Modeunternehmen, das im Jahr 1927 von Aldo Furlanetto in Bologna als Ladengeschäft für Lederwaren gegründet wurde. Als Aktiengesellschaft befindet es sich mehrheitlich im Besitz der Familie Furlanetto.
Unter der Geschäftsführung von Paolo Furlanetto, dem Sohn des Gründers Aldo, expandierte das Unternehmen weltweit. Furla ist in mehr als siebzig Ländern vertreten. Die Produkte, Handtaschen und Accessoires, werden unter anderem in 320 Einzelmarkenboutiquen verkauft, von denen 156 im Besitz des Unternehmens sind und 164 weitere von Franchise-Unternehmern betrieben werden. Gefertigt werden die Produkte weiterhin in Bologna, Italien aber auch in Bulgarien. Im Jahr 2008 gründete Giovanna Furlanetto, die Tochter des Gründers Aldo und Nachfolgerin Paolos, die Furla-Stiftung, die sich für junge Talente in allen Bereichen der Kunst und des Modedesigns engagiert.